# From Nothing (Enter Shikari)
From Nothing è un EP del gruppo musicale britannico Enter Shikari, pubblicato il 19 ottobre 2023 da Audiotree.

## Descrizione
Contiene l'esibizione dal vivo del gruppo durante l'episodio della serie From Nothing dell'etichetta e studio discografico Audiotree, consistente nell'avere ospite per un'esibizione dal vivo e un'intervista un artista musicale. Mentre l'episodio integrale è stato pubblicato sul canale YouTube di Audiotree, l'EP contenente la sola esibizione dal vivo è stata pubblicata sulle principali piattaforme di musica digitale.

## Tracce
Testi di Rou Reynolds, musiche degli Enter Shikari.
1. (Pls) Set Me on Fire – 3:13
2. Bloodshot – 3:27
3. The Dreamer's Hotel – 2:54
4. A Kiss for the Whole World x – 3:33

## Formazione
- Rou Reynolds – voce, sintetizzatore
- Rory Clewlow – chitarra, voce secondaria
- Chris Batten – basso, sintetizzatore, voce secondaria
- Rob Rolfe – batteria, cori